# ران سیلور
رونالد آرتور "ران" سیلور (به انگلیسی: Ronald Arthur "Ron" Silver) (زادهٔ ۲ ژوئیه ۱۹۴۶ - درگذشتهٔ ۱۵ مارس ۲۰۰۹) یک هنرپیشه، کارگردان، تهیه‌کننده و فعال سیاسی آمریکایی بود.
سیلور به خاطر بازی در نمایش «تندتر شخم بزن» نوشته دیوید ممت که همراه با مدونا در تئاتر برادوی اجرا کرد، برنده جایزه تونی شد.
او دانش‌آموخته دانشگاه نیویورک بود و از دانشگاه سینت جان نیز مدرک کارشناسی ارشد در رشته تاریخ چین داشت. سیلور در عین حال در هربرت برگوف استودیو و اکتورز استودیو در رشته تئاتر درس خوانده بود.

## کارها
وی در سال ۱۹۹۳ فیلم «لایف پاد» را بر اساس «قایق نجات» هیچکاک ساخت و خود نیز در آن بازی کرد.
از فیلم‌های دیگری که ران سیلور در آن‌ها بازی کرده‌است می‌توان به «علی»، «دشمنان: یک داستان عاشقانه» ساخته پل مازورسکی، «فولاد آبی» و «کمد ورونیکا» اشاره کرد.
وی علاوه بر سینما در مجموعه‌های تلویزیونی معروفی مثل «وست وینگ»، «امید شیکاگو» و «آدم عاقل» نیز بازی می‌کرد.
او در بسیاری از سریال‌های دنباله‌دار تلویزیونی آمریکا ایفای نقش کرده و در سال ۱۹۸۷ توانست نامزد جایزه امی برای بازی در فیلم «باشگاه پسران میلیونر» شود و سرانجام در سال ۲۰۰۲ سیلورمن توانست برای بازی در سریال تلویزیونی «وست وینگ» این جایزه را به‌دست‌آورد.
او همچنین در فیلم‌های فولاد آبی، پلیس زمان، ورود، دختر ۶، بهترین دوستان، جک، دشمنان، یک داستان عاشقانه، علی، ده و یک قدم تا جهنم بازی کرده‌است.

## گرایش سیاسی
سیلور که از حامیان حزب دموکرات بود، بعد از حادثه ۱۱ سپتامبر تغییر عقیده داد و به حامی سرسخت جرج دبلیو بوش و جمهوری خواهان تبدیل شد و به صورت رسمی از حمله آمریکا به عراق و افغانستان حمایت کرد.
این بازیگر کمی بعد در یک گفتگو با ابراز گله از همکاران خود در هالیوود گفت:
«دیدگاه‌های جدید سیاسی من باعث شده تا هالیوودنشینان به من کاری ندارند. من برای مدت ۱۰ ماه است که پیشنهاد بازی در هیچ فیلمی را دریافت نکرده‌ام».
ران سیلور مدت دو سال به بیماری سرطان مبتلا بود و در سن ۶۲ سالگی درگذشت.